# Micheline Roquebrune
Pour les articles homonymes, voir Roquebrune.
Micheline Roquebrune est une artiste-peintre française née le 4 avril 1929 à Nice (Alpes-Maritimes). 
Elle est la seconde épouse de l'acteur britannique Sean Connery.

## Biographie
Elle se marie vers 1950 avec Jean-Pierre Garbe (1921-2014), dont elle a une fille, Christine, née en 1955. En 1963, elle épouse Michel Cosman (1923-2016), dont elle a un fils, Stéphane (né en 1964). 
C'est en 1970 que Micheline Roquebrune rencontre pour la première fois Sean Connery, alors en visite au Maroc où il participe à un tournoi de golf, à Mohammedia. Après le divorce de Sean Connery en 1973, celui-ci épouse à Gibraltar, en avril 1975, Micheline Roquebrune, avec qui il resta marié jusqu'à son décès en 2020 aux Bahamas.
Micheline Roquebrune et Sean Connery n'ont pas eu d'enfant ensemble.
Micheline Roquebrune est par ailleurs la grand-mère maternelle de la journaliste et présentatrice de télévision Stéphanie Renouvin, qui lui a consacré un film documentaire.